# Седећи Бик
Седећи Бик или Бик који Седи (енгл. Sitting Bull, лакота. Tȟatȟáŋka Íyotake — Татанка Ијотаке; око 1831 — Гранд Ривер, 15. децембар 1890) био је поглавица Лакота, под чијим су се вођством они ујединили у својој борби за опстанак на северноамеричким Великим равницама.У историју и легенду је ушао својом херојском борбом против освајача јер након открића злата на Црним брежуљцима у Јужној Дакоти 1874, повећавају се сукоби између Лакота и америчке власти.
Противио се пресељењу свог народа у резервате. Предводио је 3.500 ратника из разних племена до победе у бици код Литл Бигхорна 25. јуна 1876. године. У тој бици је погинуо амерички генерал Кастер. Седећи Бик је стекао ратничку славу у борбама са Кроу Индијанцима, а затим се доказао и пружајући оружани отпор продирању белаца на територију Велике низије шездесетих и седамдесетих година 19. века. Његово супротстављање присилном исељењу племена Лакота било је повод за Кастеров злосрећни поход против Лакота. Међутим, иако је победио Кастерову војску, Седећи Бик је, због глади, морао да побегне у Канаду. Живот Индијанаца је зависио од бизона, а количина бизона се, пред сталним надирањем белаца, значајно проредила. У мају 1877, Седећи Бик је са собом одвео свој народ преко границе у Канаду. Канадска влада није могла прихватити одговорност за храњење људи чији је резерват био јужно од границе. Тамо су остали до 20. јула 1881. године. Тада га је америчка влада амнестирала. Четири године после повратка придружио се Буфало Билу и његовој трупи „Шоу Дивљи Запад”, али је наставио да предводи Индијанце у борби против продаје индијанске земље белим досељеницима. Центар тог отпора била је индијанска вера Плес духова, која је обећавала долазак индијанског „месије” који ће вратити земљу Индијанцима, уклонити белце и обновити некадашње традиције Индијанаца. Поред глади и болести, повећавали су се немири и распиривале нове побуне. У једној од тих побуна, 15. децембра 1890. године, Седећи Бик је убијен док се опирао хапшењу, а његови ратници покушавали да га спасу.
Био је сахрањен у Форт Јејтсу, али су његови остаци 1953. године премештени у Мобриџ у Јужној Дакоти, где гранитни споменик означава место где се његови посмртни остаци налазе.

## Младост
Седећи Бик је рођен на земљи која је касније укључена у Дакотску територију. Године 2007, праунук Седећег бика је на бази породичне усмене традиције тврдио да је Седећи Бик рођен дуж реке Јелоустон, јужно од данашњег Мајлс Ситија, Монтана. По рођењу је добио име Хока Псиче (Јазавац који скаче), а надимак Húŋkešni или „Спори“ за који се каже да описује његову пажљиву и неужурбану природу. Када је имао четрнаест година, пратио је групу лакотских ратника (у којој су били његов отац и његов ујак Фоур Хорнс) у нападу да би узели коње из логора ратника народа Кроу. Показао је храброст тако што је јахао напред и престравио на једног од изненађених бранилаца, чему је сведочио други Лакота у седлу. По повратку у логор његов отац је приредио слављеничку гозбу на којој је свом сину дао своје име. Док се име, Татанка Ијотаке, са лакотског језика отприлике преводи као „Бивол који седи“, Американци су га обично називали „Бик који седи“. Након тога, отац Бика који седи био је познат као Скачући бик. На овој церемонији пред читавим бендом, отац Седећег бика је свом сину поклонио орлово перо које ће носити у коси, ратничког коња и штит од очврсле бивоље коже како би обележио прелазак његовог сина у мушкост као лакотског ратника.
Током рата у Дакоти 1862. године, у који ратници Седећег бика нису били укључени, неколико група људи из источне Дакоте убило је око 300 до 800 досељеника и војника у јужном централном делу Минесоте као одговор на лош третман владе и у настојању да отерају белце. Упркос томе што је била заузета Америчким грађанским ратом, Армија Сједињених Држава је узвратила 1863. и 1864, чак и против група које нису биле укључене у непријатељства. Године 1864, две бригаде од око 2200 војника под бригадиром Алфредом Салијем напале су једно село. Браниоце су предводили Седећи бик, Гал и Инкпадута. Лакоте и Дакоте су протерани, али су окршаји настављени у августу у бици за Бадландс.
У септембру су Бик Седећи и око стотину Хункпапа Лакота наишли на малу групу у близини данашњег Мармарта, Северна Дакота. Остављени су иза колоне запрежних кола којом је командовао капетан Џејмс Л. Фиск да би извршили неке поправке на преврнутом вагону. Када је предводио напад, Седећег бика је један војник погодио у леви кук. Метак му је изашао кроз доњи део леђа, и рана није била озбиљна.